# Shane Victorino
Shane Patrick Victorino (30 de novembro de 1980, Havaí, Estados Unidos) é um jogador americano profissional de beisebol que joga pelo Boston Red Sox.
Victorino tem ascendência japonesa, chinesa e portuguesa.

## Carreira
Victorino foi campeão da World Series de 2008 jogando pelo Philadelphia Phillies. Na série de partidas decisiva, sua equipe venceu o Tampa Bay Rays por 4 jogos a 1. Ele levantou a taça de campeão novamente em 2013, desta vez com os Red Sox.